# Myrmica draco
Myrmica draco  (лат.) — вид мелких муравьёв рода Myrmica (подсемейство мирмицины).

## Распространение
Южный и центральный Китай, Гуанси, Шаньси, Юньнань.

## Описание
Мелкие желтовато-коричневые муравьи длиной около 5 мм с длинными шипиками заднегруди. У самцов длинный скапус усиков. Усики 12-члениковые (у самцов 13-члениковые). Стебелёк между грудкой и брюшком состоит из двух члеников: петиолюса и постпетиолюса (последний четко отделен от брюшка), жало развито, куколки голые (без кокона). Брюшко гладкое и блестящее. Муравейники располагаются под землёй, под гнилой древесиной. Встречаются в лесах на высотах около 2 км.

## Систематика
Близок к видам видовой группы Myrmica ritae-group, вместе с южно-азиатскими видами Myrmica yamanei и Myrmica schoedli выделен в отдельный комплекс M. draco-complex. Вид был впервые описан в 2001 году и назван по имени дракона из китайской мифологии. 